# Endgame (Rise Against)
Endgame è il sesto album in studio del gruppo musicale statunitense Rise Against. Prodotto da Bill Stevenson, è stato pubblicato il 15 marzo 2011. I Rise Against iniziarono la lavorazione del disco nel settembre 2010, dopo aver completato il tour del precedente album, Appeal to Reason, a metà del 2010. Il primo singolo estratto dall'album, Help Is on the Way, ha debuttato sulle stazioni radio californiane KROQ e KKDO il 17 gennaio 2011, ed è stato pubblicato sulla pagina di MySpace il 25 gennaio 2011.

## Produzione
Dopo il successo del quinto album in studio della band, Appeal to Reason, e il conseguente tour, i Rise Against iniziano le registrazioni del sesto album nella Camera di brillamento a Fort Collins, in Colorado. Lo stesso studio in cui sono stati registrati tutti i loro album, ad eccezione di The Unraveling e Siren Song of the Counter Culture. I Rise Against finiscono le registrazioni nel gennaio 2011.
L'album tratta argomenti come "la fine dell'umanità come la conosciamo", vengono narrati eventi come l'Uragano Katrina o il disastro ambientale della piattaforma petrolifera "Deepwater Horizon". Secondo Tim McIlrath, anche se i testi delle canzoni trattano argomenti truci, assumono un atteggiamento positivo.

## Tracce
1. Architects – 3:42
2. Help Is on the Way – 3:57
3. Make It Stop (September's Children) – 3:55
4. Disparity by Design – 3:49
5. Satellite – 3:59
6. Midnight Hands – 4:18
7. Survivor Guilt – 4:00
8. Broken Mirrors – 3:55
9. Wait for Me – 3:40
10. A Gentlemen's Coup – 3:46
11. This Is Letting Go – 3:41
12. Endgame – 3:24

Traccia bonus della versione iTunes
1. Lanterns – 3:49

## Formazione
- Tim McIlrath - voce, chitarra
- Zach Blair - chitarra, cori
- Joe Principe - basso, cori
- Brandon Barnes - batteria